# Chris Jackson (Fußballspieler, 1970)
Chris Jackson (* 18. Juli 1970 in Napier) ist ein ehemaliger neuseeländischer Fußballspieler, der bis 2003 für die neuseeländische Nationalmannschaft aktiv war.

## Karriere
Von 1986 bis 1995 spielte Jackson bei den Napier Rovers aus seiner Heimatstadt. In dieser Zeit wurde er zum besten Jugendspieler und zweimal zum besten Spieler Neuseelands gewählt. Über mehrere Stationen kam er 1999 zu den Football Kingz, wo er bis 2004 spielte und dabei 99 Spiele bestritt. 2005 wechselte er zu Waitakere United und spielte dort bis 2007. Im Sommer dieses Jahres unterschrieb er einen Vertrag bei Dandaloo FC. Dort beendete er im Jahr 2012 seine Laufbahn.
Mit der Nationalmannschaft seines Landes gewann Jackson 1998 und 2002 den OFC-Nationen-Pokal im Finale gegen Australien. Insgesamt bestritt er 60 Länderspiele für Neuseeland und erzielte dabei zehn Tore.

## Erfolge
- OFC-Nationen-Pokal: 2002
- Neuseelands Spieler des Jahres: 1992, 1995
- Neuseelands Nachwuchsspieler des Jahres: 1988